# Rootsovo dmychadlo

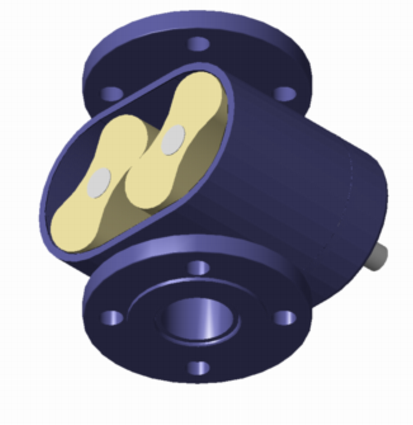
Rootsovo dmychadlo.

Schéma Rootsova dmychadla .:
1,3 - rotor
2 - těleso dmychadla
a - nasávání
b - přeprava
c - vytlačování

Rootsovo dmychadlo je typ dmychadla se dvěma speciálně tvarovanými rotačními písty. Osy rotací pístů jsou rovnoběžné a speciální cykloidní tvar jejich průřezu (tvar osmičky – 'piškotu' nebo i s více výstupky) zajišťuje, že se vzájemně doplňují v každé poloze. Písty jsou navzájem spojeny převodem umožňující jejich rotaci v oválném tělese dmychadla v opačných směrech. Podélně jsou písty přímé nebo mírně zakroucené do šroubovice, což zajišťuje plynulejší chod. Píst je obvykle dvoulamelový, ale vyrábějí se i tří a více lamelové (zubové) verze.
Během rotace se cyklicky mění objem prostoru uzavřeného mezi písty. Změna (zmenšení) objemu se využívá na stlačování pracovního plynu. V části, kde se objem zvětšuje a klesá tlak, je vyústění nasávacího otvoru, zatímco v části kde se objem zmenšuje a stoupá tlak je vyústění výtlačného otvoru.
Rootsovo dmychadlo se vyrábí v širokém výkonovém rozsahu od 20 m3/h až 19 000 m3/h.

## Výhody a nevýhody
- Hlavní nevýhodou Rootsova dmychadla je nespojitost cyklu plnění-výtlak, médium na výstupu pulzuje (na rozdíl od kontinuálních odstředivých kompresorů. Následkem vyššího tlaku ve výtlačném prostoru dochází ke zpětnému proudění z výtlačného prostoru do komory až do okamžiku vyrovnání tlaku. To se projevuje pulzem. Přenosové médium musí být čisté – nečistoty mohou způsobit zadření kompresoru. Další nevýhodou je zahřívání, které se může projevit roztažením pístů, což může opět vést až ke dotyku pístů se skříní a tím k poškození kompresoru.
- Hlavní výhodou je dosažení výstupního tlaku již při malých otáčkách. Účinnost je závislá hlavně na přesnosti výroby pístů a vzdálenosti mezi písty navzájem a ke skříni. Ozubené soukolí zajišťuje synchronní bezdotykový chod obou pístů. Písty proto nevyžadují žádné mazání a dopravované médium není znečišťováno mazivem a otěrem. Princip dmychadla umožňuje přepravu nejen plynů, ale i kapalin a sypkých látek – např. cementu, různých granulí apod.

## Využití
Rootsova dmychadla se používají ke zpracování vysokých průtokových množství při potřebě malého tlakového rozdílu. Konkrétně se používají pro vytvoření vakua nebo při přeplňování spalovacích motorů. Používají se i k transportu plynů, odvětrávání, přepravě média, v aeračních systémech v čistírnách odpadních vod, při úpravě pitné vody, dopravě agresivních plynů, v průmyslových kotlích, pneumatické dopravě sypkých hmot a granulí, v potravinářském průmyslu, ve vakuové technice, k odběru vzorků vzduchu, vytváření podtlaku v prostorech, odsávání kontaminovaných par atd.

## Průmyslová Rootsova dmychadla
Pro průmysl se nejčastěji používají Rootsova dmychadla s tříramenným pístem. Výroba pístu je složitější než výroba ledvinového pístu. Čerpaný vzduch je pístem ve válci rozdělen na více komor a dmychadlo je účinnější. Rootsova dmychadla se používají jako boostery pro vakuové aplikace nebo zdroje přetlaku či podtlaku do 1 bar. Nejrozšířenějším použitím Rootsových dmychadel středních a velkých velikostí je čištění odpadních vod. Stroje se zde používají na provzdušňování nádrží se splašky. Dodávaný vzduch podporuje množení bakterií, které čistí splaškovou vodu.